# علي الأتات
علي فؤاد الأتات (9 أكتوبر 1984) هو لاعب كرة قدم لبناني يلعب كلاعب خط وسط دفاعي لنادي سبورتينغ.
في عام 2003، بدأ الأتات مسيرته المهنية مع المبرة، وفاز بكأس الاتحاد اللبناني في عام 2008، قبل التوقيع لنادي العهد في عام 2011، الذي فاز معه بكأس النخبة اللبناني مرتين وكأس السوبر اللبناني. في عام 2014 انضم إلى نادي النبي شيت، قبل أن ينتقل إلى الأنصار بعد ذلك بعامين. في موسمه الأول مع الأنصار فاز بكأس الاتحاد اللبناني. وفي عام 2018، انضم إلى نادي شباب الساحل، قبل أن يفسخ عقده بعد موسم واحد فقط. لعب لنادي الحكمة ونادي راسينغ بيروت ونادي سبورتينغ بيروت.
مثل الأتات لبنان دولياً بين عامي 2006 و 2010، حيث لعب 22 مباراة.

## مهنة النادي
بدأ الأتات مسيرته الكروية في نادي المبرة الذي يلعب في الدوري اللبناني الممتاز. ساعد النادي في الفوز بأول كأس لبناني لكرة القدم في 2007–08. وبقي في المبرة لمدة ثمانية مواسم وسجل ستة أهداف. في عام 2011، انتقل الأتات إلى نادي العهد، حيث فاز بكأس النخبة اللبناني 2011 وكأس السوبر 2011 في موسمه الأول مع النادي. كما ساعد النادي على الفوز بكأس النخبة 2013.
في عام 2014، انضم الأتات إلى نادي النبي شيت، بقي لمدة موسمين، وسجل هدفًا واحدًا في 27 مباراة بالدوري. في 16 يونيو 2016، انضم رسميًا إلى نادي الأنصار. في موسمه الأول مع النادي، ساعد النادي في الفوز بكأس الاتحاد اللبناني 2016–17. وبعد موسمين في النادي، في 11 يوليو 2018، انضم إلى فريق شباب الساحل الصاعد حديثًا. لعب 17 مباراة بالدوري خلال موسم 2018–19. وعقب نهاية الموسم فسخ الأتات عقده مع شباب الساحل بسبب مشاكل مالية مع النادي.
في 21 يونيو 2021، انتقل إلى الراسينغ بيروت في دوري الدرجة الثانية. وفي 30 أغسطس 2021، انضم إلى نادي سبورتينغ بيروت الصاعد حديثًا إلى الدوري الممتاز.

## مهنة دولية
لعب الأتات أول مباراة دولية له مع لبنان في 27 يناير 2006، في مباراة ودية ضد المملكة العربية السعودية؛ لعب اللاعب مباراتين خلال تصفيات كأس العالم 2010. ولعب 22 مباراة لمنتخب لبنان بين عامي 2004 و2010.

## الإنجازات
المبرة
- كأس الاتحاد اللبناني: 2007–08

العهد
- كأس النخبة اللبناني: 2011، 2013
- كأس السوبر اللبناني: 2011

الأنصار
- كأس الاتحاد اللبناني: 2016–17

فردي
- أفضل لاعب شاب في الدوري اللبناني الممتاز: 2002–03.[14]

## روابط خارجية
- علي الأتات على موقع أف آي لبنان (FA Lebanon)
- علي الأتات على فرق كرة القدم الوطنية.كوم